# میزونو تاداتومو
میزونو تاداتومو (به ژاپنی: 水野 忠友 Mizuno Tadatomo); ۱۰ مارس ۱۷۳۱ – ۱۵ اکتبر ۱۸۰۲) سامورایی، روجو و واکادوشیوری در دوره ادو اهل ژاپن بود.